# Kleintroisdorf
Kleintroisdorf is een plaats in de Duitse gemeente Bedburg, deelstaat Noordrijn-Westfalen, en telt 174 inwoners (30 juni 2021). Het ligt ten noordwesten van Bedburg-stad en direct ten zuiden van Pütz.
Het, in de middeleeuwen ontstane, maar altijd weinig belangrijk gebleven, dorpje maakt samen met het direct ten noorden van Kleintroisdorf gelegen, grotere, Kirchtroisdorf deel uit van de Ortschaft Kirch-/Kleintroisdorf. Voor meer informatie zie onder Kirchtroisdorf.